# Everberg
Everberg is een dorp in de Belgische provincie Vlaams-Brabant en een deelgemeente van Kortenberg. Het dorp heeft een oppervlakte van 925 hectare. De omliggende woonkernen van Everberg zijn Leefdaal, Kortenberg, Erps-Kwerps, Meerbeek en Sterrebeek. Everberg heeft ook nog een gehucht dat Vrebos heet.
Tot aan de gemeentelijke herindeling van 1977 was Everberg een zelfstandige gemeente.

## Geschiedenis

Everberg is een deelgemeente van Kortenberg

In de tijd van de Romeinen liep er door Everberg een belangrijke heirbaan Brugge-Keulen. Er zijn talloze gebruiksvoorwerpen teruggevonden langs het tracé van deze heirbaan.
De eerste vermelding van Everberg komt uit een oorkonde uit het jaar 1112. Everberg werd hierin vermeld als Eversberg. In het document van 1112 vindt men terug dat bisschop Odo van Kamerijk het "altare" van Everberg aan het Xenodochium of het Gasthuis van Leuven schonk. De kerkpatroon Sint Martinus wijst op de hoge ouderdom van de kerk van Everberg, die zeker teruggaat tot de 8ste eeuw. Volgens sommigen zou Everberg de moederparochie geweest zijn voor de streek, waaruit andere parochies gesticht zijn.
Het Gasthuis van Leuven werd gesticht door graaf Hendrik III van Leuven (1079-1095). Dit Gasthuis kreeg de tienden van Everberg. Men beschreef in latere eeuwen Everberg "als de schapraye van het Gasthuis van Leuven". De akte van 1112 is de oudste akte van het Gasthuis van Leuven. De Meesteres van het Gasthuis kreeg het recht om de pastoor van Everberg voor te dragen. Deze werd door de bisschop eerst van Kamerijk, later van Mechelen benoemd. Het Gasthuis had de inkomsten van de kerk en de tienden te Everberg. Ze moest ook instaan voor de herstellingen aan de kerk en aan de pastorij. De tienden werden verzameld in de tiendenschuur, de grote schuur van het Gasthuishof. De pastoor van Everberg kreeg van het Gasthuis een competentia of een vergoeding of een jaarlijkse wedde.
Aan de kerk waren twee kapelanijen (of altaren) verbonden, namelijk de Zielenkapelanij en de kapelanij van Sint Jan en Onze-Lieve-Vrouw. Op het einde van de 19de eeuw werd de kerktitel uitgebreid tot Sint Martinus en Sint Lucovicus. Deze laatste was de patroonheilige van graaf Louis de Merode, die belangrijke sommen geschonken had voor de restauratie van de kerk.
Aan het einde van het ancien régime viel Everberg juridisch onder de meierij van Kampenhout, in het kwartier van Brussel van het hertogdom Brabant. Na de Franse invasie werd Everberg als gemeente ingedeeld bij het kanton Tervuren van het Dijledepartement. Het bleef een zelfstandige gemeente tot de fusiegolf van 1976-1977.

## Bezienswaardigheden

### Kasteel de Merode
Het kasteel de Merode is een heropbouw van het hof van Montenaken. Het hof van Montenaken lag slechts honderden meters hiervandaan. Het kasteel de Merode werd in de 16de eeuw gebouwd en telt drie afzonderlijke gebouwen: een woonst, een gebouw voor de dieren en een gebouw voor de werklui en de stalling van koetsen. Wanneer Louise-Brigitte huwde met Filips-Frans de Merode kwam het kasteel in bezit van de familie Merode. De invloed van de familie Merode op Everberg was groot, onder andere doordat ze een groot deel van de bossen en de landerijen beheerden (en nog steeds beheren) en rechtstreeks deelnamen aan het kerkelijk en administratief beleid in de gemeente. Vandaag de dag woont de familie Merode nog steeds in het kasteel. Het is een privéterrein, net zoals de omliggende bossen.
In 1940 logeerde brigadegeneraal Bernard Montgomery hier en hij vestigde zijn hoofdkwartier hier terug in 1944 (als veldmaarschalk). Operatie Market Garden werd in Everberg gepland in deze periode.

### Het Biesthof
Pachthof Het Biesthof is gelegen op de hoek van de Steenhofstraat en de Bankstraat en was jarenlang de kasteelhoeve van het kasteel van de Merode. Een biest was een plaats waar biezen groeiden, een vochtige plek of poel. Deze hoeve werd aan zo'n biest gebouwd. Het bestond oorspronkelijk uit twee woningen die in de 14de eeuw werden samengevoegd. Boven de ingangsdeur wordt het getal 1647 vermeld als bouwjaar van het huidige pachthof. Op het einde van de 17de eeuw kwam het in handen van de prinsen de Rubempré. In de 19de eeuw hebben er twee burgemeesters gewoond en was het een tijdje zelfs een vrije school. Recentelijker werden diverse restauratiewerken uitgevoerd. Vandaag is het Biesthof nog steeds een pachthof.

### DeSint-Martinuskerk
De kerk van Everberg is oorspronkelijk een romaanse kerk. Het onderste gedeelte van de toren herinnert hieraan. De kerk diende, zoals de meeste kerken, als gebedsplaats voor de plaatselijke bevolking. De kerk was een vicus- of een gemeenschapskerk, geen eigen kerk of hofkerk. De Sint-Martinuskerk staat in het centrum van Everberg. In de kerk vindt men een reliekschrijn van Sint-Martinus. In de 14de eeuw kwamen er het koor bij in laatgotiek met de Brabantse steunberen en de noordelijke kruisbeuk met de Onze-Lieve-Vrouwekapel. In de 17de eeuw werd het bovenste gedeelte van de toren herbouwd. In 1773 waren er plannen van J.B. De Ronde voor de vergroting van de kerk, maar van uitvoering was er geen sprake. De kerk was in de 19de eeuw in een rampzalige toestand. Gravin Louis de Merode, de schoonzuster van graaf Amaury de Merode, stelde in 1881 71.000 BEF ter beschikking om de kerkrestauratie mogelijk te maken. In 1893 was de nieuwe kerk klaar. De werken werden uitgevoerd onder leiding van architecten Hendrik Beyaert en Paul Hankar.

### Hof van Grave
In de Kwikstraat stond in 1564 een speelhuis of klein kasteeltje: het Hof van Grave. De familie van Grave of de Grez was al sinds de middeleeuwen een belangrijke adellijke familie. Maria-Anna van Grave huwde met Juste-Philibert de Spangen, baron van Herent. Door een erfenis ging het kasteel over op de graven de Gage en op de familie van der Linden, baronnen d'Hoogvorst. Op het einde van de 18de eeuw was dit gebouw de eigendom van Nicolas Blairon uit Frameries in Henegouwen. Hij vestigde er een school. In 1886 vestigde Jan-Baptist Jossa ('Tiske de Scheper') zich op deze hoeve. Hij hoedde zijn eigen schapen en de schapen van het kasteel de Merode. Het 16de-eeuws speelhuis werd gerestaureerd en omgevormd tot een tweegezinswoning.

### Boswachtershuis
Het boswachtershuis in de Prinsendreef te Everberg werd rond 1770 gebouwd. Het huis was beter bekend als de 'Nieuwe herbergh'. Dit huis werd verhuurd. Kunsthistorici omschreven het als een mooi 18de-eeuws huis in provinciale regencestijl. Op het einde van de 19de eeuw evolueerde deze woning tot het boswachtershuis van het kasteel van de Merode. Deze laatste familie is er ook eigenaar van. Het boswachtershuis staat in Everberg gekend als de vroegere woning van 'Jef van Vinus', oftewel boswachter Jozef Meersmans. Momenteel is het huis onbewoond.

### Pachthof De Drie Linden[2]
Pachthof De Drie Linden is een van de oudste gebouwen van Everberg. Het gebouw bestaat uit Spaanse baksteen en witte lediaanse zandsteen. In de 17de eeuw was De Drie Linden een groot pachthof met een kamme of brouwerij. In 1755 woonde er pachter Louis Thielemans, schepen van het prinsdom Everberg. De drossaard, de meier, de schepenen en de griffier van het prinsdom Everberg werden benoemd door de prinsen de Rubempré. De familie Thielemans werd er opgevolgd door de familie Abeloos, toen Elisabeth Thielemans huwde met Jan-Baptist Abeloos. In de 19de eeuw was in dit gebouw de smidse van de familie De Coster gevestigd. Isabella Abeloos huwde smid Frans De Coster. Later werd het café. Sinds 1986 is het gebouw in het bezit van de gemeente Kortenberg. Jeugdhuis Den Uyl is er gevestigd sinds 1973.

### Stenen Molen
De Stenen Molen is een windmolenrestant. Deze stellingmolen uit 1894 fungeerde als korenmolen. In 1917 werden de wieken en kap verwijderd en in 1989 werd de molen omgevormd tot woningen en appartementen.

## Natuur en landschap
In het noorden stroomt de Wasbeek (Molenbeek) met het landgoed van het Kasteel de Merode, waar het Warandebos en het Plantsoenbos zich bevinden. Naar het zuidwesten liggen het Hogenbos en het Kinderenbos, waar de hoogte tot 104 meter toeneemt. Naar het noorden toe neemt de hoogte af naar 50 meter bij de kerk en 40 meter in de Wasbeekvallei.

## Demografische ontwikkeling
- Bronnen:NIS, Opm:1831 tot en met 1970=volkstellingen; 1976 = inwoneraantal op 31 december

## Bekende Everbergenaars
- Prins Amaury de Mérode (1903-1980), edelman, geboren en getogen in het Kasteel de Merode
- Karel Van Miert (1942-2008), politicus
- Bart Nevens (1966), politicus

## Trivia
- In Everberg bevindt zich Gemeenschapsinstelling De Grubbe, een Vlaamse instelling voor jeugddelinquenten die in de media vaak met 'Everberg' aangeduid wordt.
- Everberg ligt centraal in de as tussen Brussel en Leuven.
- Er bestaat een Everbergs kippenras, de Everbergse baardkriel.
- Everberg heeft een eigen brouwfirma, de Flurkbrouwers. Zij lanceerden hun eerste bier onder de naam Flurk 900, ter ere van het negenhonderdjarige bestaan van het dorp. Door het grote succes werd het brouwen verdergezet en de naam verkort tot Flurk. Op 28 april 2017 werd het tweede Everbergse bier gelanceerd: de Flurk Hopper. Het derde bier is uitgekomen in november 2017 onder de naam Flurk 9.

## Nabijgelegen kernen
Kortenberg, Erps, Meerbeek, Leefdaal, Moorsel